# Xoanodera alia
Xoanodera alia es una especie de escarabajo longicornio del género Xoanodera, tribu Cerambycini, subfamilia Cerambycinae. Fue descrita científicamente por Holzschuh en 2003.

## Descripción
Mide 18,8-24 milímetros de longitud.

## Distribución
Se distribuye por China  y Tailandia.